# Дубровка (Лебяженский сельсовет)
Дубровка — упразднённая деревня в Измалковском районе Липецкой области России. На момент упразднения входила в состав Лебяженского сельсовета. Исключена из учётных данных в 2001 г.

## География
Располагалась между ручьями Сухой Семенек и безымянным (притоки реки Семенек), на расстоянии примерно (по прямой) в 4,3 км к юго-востоку от села Лебяжье, центра сельского поселения.

## История
Деревня упразднена постановлением главы администрации Липецкой области от 09 июля 2001 года № 110.